# Sand Ridge Township
Die Sand Ridge Township ist eine von 16 Townships im Jackson County im Südwesten des US-amerikanischen Bundesstaates Illinois. Im Jahr 2010 hatte die Sand Ridge Township 816 Einwohner.

## Geografie
Die Sand Ridge Township liegt weniger als einen Kilometer östlich des Mississippi, der die Grenze zu Missouri bildet. Die Mündung des Ohio an der Schnittstelle der Bundesstaaten Illinois, Missouri und Kentucky befindet sich rund 100 km südlich.
Die Sand Ridge Township liegt auf 37° 44′ N, 89° 26′ W und erstreckt sich über 94,23 km², die sich auf 92,32 km² Land- und 1,91 km² Wasserfläche verteilen. Die Township wird vom Big Muddy River durchflossen, einem linken Nebenfluss des Mississippi.
Die Sand Ridge Township liegt im südwestlichen Zentrum des Jackson County und grenzt im Norden an die Levan Township, im Nordosten an die Somerset Township, im Osten an die Murphysboro Township, im Südosten an die Pomona Township, im Süden und Südwesten an die Grand Tower Township, im Westen an die Fountain Bluff Township sowie im Nordwesten an die Kinkaid Township.

## Verkehr
Durch die Township verläuft entlang des Mississippi die hier den Illinois-Abschnitt der Great River Road bildende Illinois State Route 3. Im Nordwesten der Sand Ridge Township mündet die Illinois State Route 149 ein. Alle weiteren Straßen sind County Roads oder weiter untergeordnete und zum Teil unbefestigte Fahrwege.
Parallel zur Illinois State Route 3 verläuft eine Eisenbahnlinie der Union Pacific Railroad. Im Südosten der Sand Ridge Township zweigt eine weitere Linie der gleichen Gesellschaft in nordöstlicher Richtung ab.
Mit dem Southern Illinois Airport befindet sich rund 15 km östlich der Sand Ridge Township ein Regionalflughafen. Der nächstgelegene größere Flughafen ist der Lambert-Saint Louis International Airport (rund 170 km nordwestlich).

## Demografische Daten
Nach der Volkszählung im Jahr 2010 lebten in der Sand Ridge Township 816 Menschen in 319 Haushalten. Die Bevölkerungsdichte betrug 8,8 Einwohner pro Quadratkilometer. In den 319 Haushalten lebten statistisch je 2,56 Personen. 
Ethnisch betrachtet setzte sich die Bevölkerung zusammen aus 97,3 Prozent Weißen, 0,2 Prozent Afroamerikanern, 0,5 Prozent amerikanischen Ureinwohnern sowie 0,6 Prozent aus anderen ethnischen Gruppen; 1,3 Prozent stammten von zwei oder mehr Ethnien ab. Unabhängig von der ethnischen Zugehörigkeit waren 0,5 Prozent der Bevölkerung spanischer oder lateinamerikanischer Abstammung. 
22,1 Prozent der Bevölkerung waren unter 18 Jahre alt, 61,8 Prozent waren zwischen 18 und 64 und 16,1 Prozent waren 65 Jahre oder älter. 49,4 Prozent der Bevölkerung war weiblich.
Das mittlere jährliche Einkommen eines Haushalts lag bei 31.786 USD. Das Pro-Kopf-Einkommen betrug 18.059 USD. 16,3 Prozent der Einwohner lebten unterhalb der Armutsgrenze.

## Ortschaften
Neben Streubesiedlung existieren in der Sand Ridge Township folgende Siedlungen:
Village
- Gorham

Unincorporated Communities
- Grimsby
- Sand Ridge